# Video UFO Lầu Năm Góc
Video UFO Lầu Năm Góc là những thước quay chọn lọc của màn hình hiển thị thiết bị buồng lái của các máy bay tiêm kích thuộc Hải quân Hoa Kỳ từ tàu sân bay USS Nimitz và USS Theodore Roosevelt năm 2004, 2014 và 2015. Ba video này, được cho là ghi nhận chính thức của UFO, là chủ đề được bàn luận rộng rãi trong truyền thông năm 2017, và sau này được giải mật bởi Lầu Năm Góc năm 2020. Sự nổi tiếng của những video này đã dẫn đến nhiều lời giải thích được đưa ra, bao gồm drone hay máy bay không xác định, lỗi trong việc đọc thiết bị, hiện tượng quan sát vật lý (như thị sai), lỗi trong việc quan sát và cảm quan của con người, và thiết bị bay ngoài hành tinh.

## Bối cảnh
Năm 2004, phi công và thiết bị cảm biến của tiêm kích F/A-18 Super Hornet thuộc Lực lượng Tấn công Hàng không Mẫu hạm USS Nimitz báo cáo ghi nhận vật thể trên không không rõ. Theo phi công Hải quân David Fravor, một người vận hành radar trên tàu USS Princeton nói anh điều tra tín hiệu radar của một mục tiêu ở độ cao 80.000 foot (24.000 m) và di chuyển rất nhanh xuống biển rồi dừng lại ở khoảng 20.000 foot (6.100 m). Fravor nói người vận hành radar bảo rằng anh ta cũng đã ghi nhận những tín hiệu tương tự trong vòng hai tuần. Năm 2014–2015, phi công tiêm kích thuộc lực lượng tấn công hàng không mẫu hạm USS Theodore Roosevelt ghi nhận cảm biến phát hiện vật thể trên không không xác định. Những phát hiện này, cùng với quan sát của phi công, sau được truyền thông đại chúng phổ biến. Một số những phi công có liên quan đã tham gia phỏng vấn về trải nghiệm của mình.
Ba video được tạo thành, với tên gọi "GIMBAL.wmv," "GOFAST.wmv," và "FLIR.mp4", nhằm cho thấy những lần phi cơ của Nimitz và Theodore Roosevelt đụng độ với vật thể bay rất nhanh và có hình dáng kỳ lạ, trở thành đề tài cho những "suy đoán nồng nhiệt bởi điều tra viên UFO". Những câu chuyện đăng tải bởi tờ New York Times về các video này đã bị phê phán bởi giáo sư báo chí Keith Kloor là "một câu chuyện cuốn hút có vẻ được truyền tải bởi trần thuật ít nguồn và bị bóp méo". Theo Kloor, "Những lời giải thích tầm thường, khả dĩ nhất lại ít được chú ý. Thay vào đó tâm điểm hầu hết là những hình ảnh kỳ quặc, huyền bí, thể hiện tinh thần của từ "UFO" trong tiêu đề".
Các video, quay dữ liệu hiển thị trong buồng lái và ảnh hồng ngoại, được cung cấp cho giới báo chí bởi Luis Elizondo, một cựu nhân viên của Bộ Quốc phòng Hoa Kỳ làm việc với công ty To the Stars về những vấn đề liên quan đến UFO. Tháng 4 năm 2020, những video này được giải mật và công bố bởi Lầu Năm Góc. Một phát ngôn viên cho Lầu Năm Góc xác nhận rằng những video đó là do phi công hải quân quay và là "một phần của việc các vật thể trên không không xác định phát hiện trong những chuyến bay diễn tập ngày càng tăng trong những năm gần đây".
Hải quân Hoa Kỳ thừa nhận rằng các phiên điều trần quốc hội bởi các phi công và sĩ quan tình báo hải quân cấp cao trước các nghị sĩ Quốc hội đã diễn ra nhằm trả lời những câu hỏi liên quan.

## Giải thích
Tính đến năm 2020, những hiện tượng trên không ghi nhận bởi Nimitz và Roosevelt được phân loại bởi Bộ Quốc phòng Hoa Kỳ là "không xác định". Sự chú ý của giới truyền thông đã dấy lên nhiều giả thuyết và phỏng đoán của các cá nhân và tổ chức về sự thật đằng sau các sự kiện này, bao gồm những ngành giả khoa học như là UFO học. Về những lời giải thích đó, tác giả Matthew Gault nói rằng những sự kiện này "phản chiếu hình mẫu đã lặp lại cả chục lần trước đó. Một người nhìn thấy thứ gì đó lạ trên trời... và mọi người đưa ra một kết luận vô lý".
Những lời giải thích đơn giản hơn bao gồm trục trặc/bất thường/lỗi trong thiết bị và phần mềm, ảo giác của con người (ví dụ như thị sai) hay lỗi quan sát, máy bay thông dụng (như máy bay chở khách) hay thiết bị bay (như một khinh khí cầu thời tiết). Tác giả khoa học Mick West khẳng định những vật thể trong các đoạn phim "nhiều khả năng...là một vật di chuyển tương đối chậm như một con chim hay một bóng bay", và "chiếc phi cơ quay nó bay rất nhanh, tạo thành ảo giác về một vật thể di chuyển nhanh so với đại dương". West nói rằng video GIMBAL có thể được giải thích là thước phim của một máy bay ở xa với sự quay là do ánh chói từ camera IR quay.
Sau phiên điều trần Quốc hội, để khuyến khích phi công tiếp tục phát hiện những bất thường "đã liên tục diễn ra từ 2014", Hải quân Hoa Kỳ thông báo đã cập nhật quy trình chính thức cho phi công báo cáo về những quan sát vật thể lạ trên không. Nói về hướng dẫn mới này, người phát ngôn cho phó Chủ nhiệm tác chiến Hải quân Hoa Kỳ nói, "Mục đích của thông điệp gửi tới hạm đội là cung cấp hướng dẫn mới về thủ tục báo cáo những hành vi nghi là xâm nhập không phận của chúng ta". Phát ngôn viên cũng nói một nguyên nhân khả dĩ cho số vụ xâm nhập tăng cao có thể là do các hệ thống trên không không người lái như là quadcopter ngày càng phổ biến.
Chủ tịch đương nhiệm của Ủy ban Tình báo Thượng viện, Marco Rubio, nói rằng ông e sợ những UFO trong các video có thể là công nghệ của Trung Quốc hay Nga.
Năm 2020, Đô đốc về hưu Gary Roughead, người từng chỉ huy cả Hạm đội Thái Bình Dương và Đại Tây Dương trước khi giữ chức Tham mưu trưởng Hải Quân từ năm 2007 đến năm 2011, nói rằng vào thời ông, "hầu hết đánh giá đều không đưa ra kết luận rõ ràng" thứ gì xuất hiện trong những video đó.

## Văn hóa đại chúng
- Những video này được dùng trong Unidentified: Inside America's UFO Investigation, một loạt phim tài liệu History Channel năm 2019 sản xuất bởi Tom DeLonge.[9]